# الطيران في الحرب العالمية الأولى

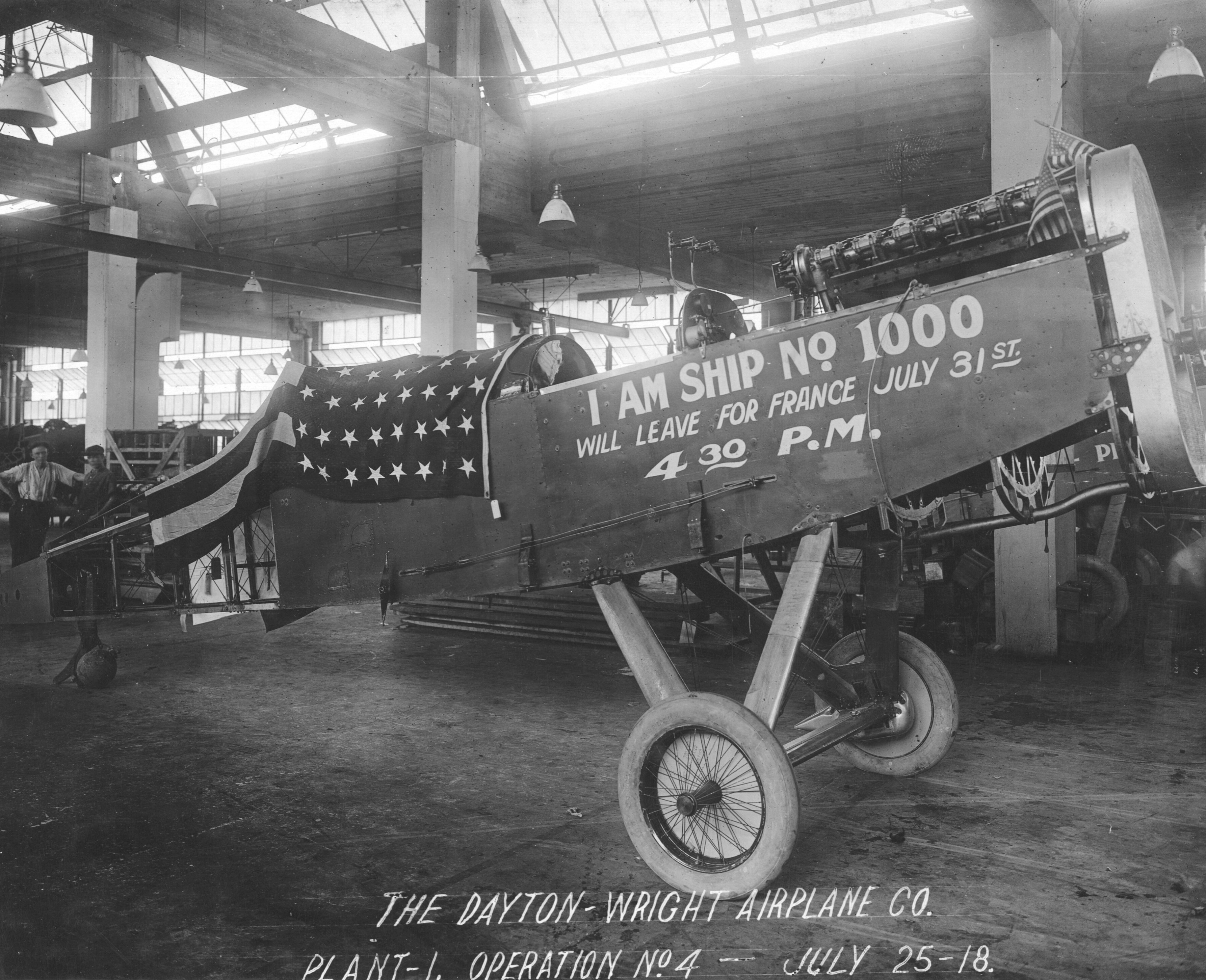
طائرة في الحرب العالمية الأولى.

الحرب العالمية الأولى هي أول نزاع كبير تضمن استخدام الطائرات على نطاق واسع. استُخدمت مناطيد الاستطلاع المُقيدة في عدة حروب، واستُخدمت كذلك على نطاق واسع في الاستطلاع المدفعي. وظفت ألمانيا منطاد زبلين في عمليات الاستطلاع فوق بحر الشمال والبلطيق وأيضًا لتنفيذ غارات القصف الاستراتيجي على بريطانيا والجبهة الشرقية.
دخلت الطائرات حيز الاستخدام العسكري في بداية الحرب. في بادئ الأمر، استُخدمت غالبًا في الاستطلاع. استفاد الطيارون والمهندسون من خبراتهم، فطوروا العديد من الأنواع المتخصصة، بما في ذلك الطائرات المقاتلة وقاذفات القنابل وطائرات الهجوم الأرضي.
وُصِف الطيارون المحاربون بأنهم الفرسان الجدد، وأصبح العديد منهم أبطال شعبيين. شهدت الحرب كذلك تعيين ضباط رفيعي المستوى لقيادة جهود الحرب الجوية ضد الدول المعادية.
على الرغم من أن تأثير الطائرات على مسار الحرب كان تكتيكيًا في المقام الأول وليس استراتيجيًا، وما يفوق ذلك أهمية متمثلًا بالتعاون المباشر مع القوات البرية (ولا سيما تحديد وتوجيه قذائف المدفعية)، فإن الخطوات الأولية في الأدوار الاستراتيجية للطائرات في الحروب المقبلة كانت متوقعة كذلك.

## الأعوام المبكرة من الحرب
خلال اجتماع معهد القانون الدولي لعام 1911 الذي عُقد في مدريد، اقتُرح تشريع لحصر استخدام الطائرات في بعثات الاستطلاع والحد من استخدامها منصات للأسلحة. كان السبب وراء هذا التشريع نابعًا من خشية استخدام الطائرات لمهاجمة المدن غير المحصنة، وفي ذلك انتهاك للمادة 69 من اتفاقية لاهاي (مجموعة القوانين الدولية التي تنظم الحرب).
في بداية الحرب، دارت بعض النقاشات حول فائدة استخدام الطائرات في الحرب. شكك العديد من كبار الضباط في الأمر. مع ذلك أثبتت الحملات الأولية في عام 1914 أن سلاح الفرسان لم يعد بإمكانه تحقيق الاستطلاع الذي يتوقعه قادته، في مواجهة الأسلحة النارية المتزايدة بشكل كبير من جيوش القرن العشرين، وسرعان ما أُدركت إمكانية الطائرات على تحديد مكان العدو على الأقل، وإن تعرقل عمل الاستطلاع الجوي في بدايته بسبب حداثة التقنيات المستخدمة. سرعان ما تحول الشك والتوقعات المنخفضة إلى مطالب غير واقعية تتجاوز إمكانيات الطائرات البدائية المتاحة.
مع ذلك، كان للاستطلاع الجوي دور حاسم في «حرب الحركة» التي اندلعت عام 1914، ولا سيما في مساعدة الحلفاء على وقف الغزو الألماني لفرنسا. في 22 أغسطس 1914، أفاد القائد البريطاني تشارلتون والملازم فادهام أن جيش الجنرال الألماني ألكسندر فون كلاك كان يستعد لمحاصرة قوة المشاة البريطانية، ما يتعارض مع جميع المعلومات الاستخباراتية الأخرى. أحاطت القيادة العليا البريطانية علمًا بالتقرير وبدأت بالانسحاب من مونس لإنقاذ حياة 100 ألف جندي. لاحقًا، وأثناء معركة المارن الأولى، اكتشفت طائرات الاستطلاع نقاط ضعف وكشفت عن وجود مداخل في الخطوط الألمانية، ما سمح للحلفاء استغلالها.
في ألمانيا، طغت النجاحات الكبيرة التي حققتها طائرات زبلين الجوية إلى حد كبير على أهمية الطائرات الأثقل. من بين القوام الذي بلغ نحو 230 طائرة تابعة للجيش في أغسطس 1914، بلغ عدد الطائرات التي جرت الاستفادة منها 180 طائرة فقط أو نحو ذلك. كانت مناورات الطيران العسكري الفرنسي في عام 1911 و1912 و1913 رائدة في التعاون مع سلاح الفرسان (الاستطلاع) والمدفعية (الاكتشاف)، إلا أن الحماس كان في حالة ركود.
بدأت بريطانيا العظمى متأخرة واعتمدت في البداية كثيرًا على الصناعة الفرنسية للطائرات، ولا سيما لمحركات الطائرات. تمثلت المساهمة البريطانية الأولية في جهود الحرب الجوية للحلفاء في أغسطس 1914 (من نحو 184 طائرة) بثلاثة أسراب مؤلفة من نحو 30 آلة صالحة للخدمة. بحلول نهاية الحرب، شكلت بريطانيا العظمى سلاح الجو الملكي، وهي أول قوة جوية في العالم مستقلة عن الجيش أو السيطرة البحرية. كان الجيش الأمريكي والخدمات الجوية التابعة للبحرية متخلفة كثيرًا حتى عام 1917، حيث دخلت الولايات المتحدة الحرب، وكان عليها أن تعتمد اعتمادًا شبه كامل على صناعتي الطائرات الفرنسية والبريطانية في الطائرات المقاتلة.
ساهم الانقلاب الجوي العظيم للألمان في عام 1914 في معركة تاننبرغ في بروسيا الشرقية في إرغام الروس على الانسحاب، عندما أبلغ الملازمان كانتر وميرتنز عن هجوم روسي غير متوقع.

### مهام الاستطلاع الأولى للجبهة الغربية
بحلول نهاية عام 1914 امتد المسار بين الألمان والحلفاء من بحر الشمال إلى جبال الألب. توقفت «حرب الحركة» الأولية عمومًا، وساد السكون الجبهة. ظهرت ثلاث مهام رئيسية من أسراب الاستطلاع قصيرة المدى بحلول مارس 1915.
الأولى هي الاستطلاع التصويري: بناء خريطة فسيفسائية كاملة لنظام خندق العدو. استخدمت أول كاميرات هوائية لوحات زجاجية. (ابتُكر فيلم السيلولوز لكوداك، ولكنه لم يكُن ذو دقة كافية في هذه المرحلة).
ساهمت مدفعية الاكتشاف في انتشار المدفعية على أهداف غير مرئية للرماة. لم تكُن الهواتف اللاسلكية عملية على الطائرة، ولذلك مثّل الاتصال عقبة. بحلول مارس 1915، زُوّد جهاز إرسال لاسلكي بدائي باستخدام شفرة مورس، ولكنه لم يحتو على جهاز استقبال. وُجِهت بطارية المدفعية إلى الطائرة بوضع شرائط من القماش الأبيض على الأرض في أنماط مرتبة مسبقًا. كانت واجبات الاستطلاع مشتركة مع المناطيد المُقيّدة، والتي كان بإمكانها أن تتواصل مباشرة مع بطارياتها عن طريق الهاتف الميداني، ولكنها كانت أقل مرونة بكثير في تحديد الأهداف والإبلاغ عن سقوط الطلقات النارية.
حاولت دورية الاتصال متابعة سير المعركة من خلال التواصل مع المشاة المتقدمين أثناء الطيران فوق ساحة المعركة. لم تتيح التكنولوجيا آنذاك خاصية الاتصال اللاسلكي، وكانت أساليب التشفير بدائية، بما في ذلك إسقاط الرسائل من الطائرة. تردد الجنود في البداية في الكشف عن مواقعهم للطائرات، إذ واجهوا صعوبة في التمييز بين الصديق والعدو.
كما هو الحال وأنواع الاستطلاع، كان الاستطلاع الجوي عملًا خطيرًا. في إبريل 1917، وهو أسوأ شهر مر به الفيلق الجوي الملكي أثناء الحرب، بلغ متوسط العمر المتوقع لطيار بريطاني على الجبهة الغربية 69 ساعة طيران.

### مساعي القصف الأولى
لم تتمكن الطائرات النموذجية لعام 1914 من حمل سوى حمولة قنابل صغيرة جدًا –كانت القنابل نفسها، وسعتها التخزينية بسيطة جدًا، وكان ما يزال يتعين تطوير رؤية القنابل الفعالة. مع ذلك، تعود بدايات القصف الاستراتيجي والتكتيكي إلى الأيام الأولى من الحرب. من الجدير أن يرد ذكر غارات الخدمة الجوية البحرية الملكية على السفن الجوية الألمانية في دوسلدورف وكولونيا وفريدريتشهافن في سبتمبر وأكتوبر ونوفمبر من عام 1914، فضلًا عن تشكيل قسم الحمام الزاجل في ألمانيا لتبادل الرسائل.